# Armée de l'air (Allemagne de l'Est)
La Luftstreitkräfte / Luftverteidigung (LSK / LV) était la force aérienne (l’Armée de l’air) de l'Allemagne de l'Est (RDA) jusqu'en 1990, date de sa réunification avec l'Allemagne de l'Ouest. Ce fut l'une des quatre branches militaires de la Nationale Volksarmee (NVA) avec la Landstreitkräfte der NVA, la Volksmarine, et les troupes frontalières.
« Luftstreitkräfte » fut le nom utilisé à l'origine par l'armée de l'air de l'Empire allemand entre 1910 et le traité de Versailles en 1918. La force aérienne de l'Allemagne de l'Ouest adopta quant à elle le nom Luftwaffe, celui utilisé par la force aérienne du Troisième Reich de 1935 à la fin de la Seconde Guerre mondiale en 1945.

## Histoire

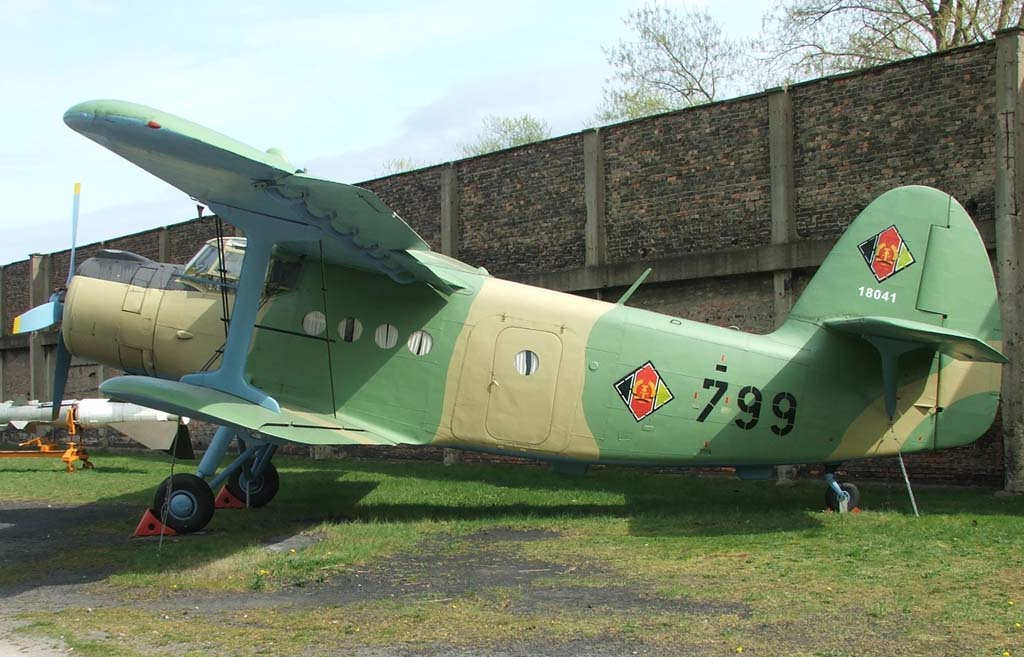
Antonov An-2 de la Luftstreitkräfte der Nationalen Volksarmee.

La création de l'armée de l'air de la République démocratique allemande suit de peu la fondation de l'armée nationale populaire. L'objectif était d'obtenir une manière structurelle et une base pour la construction de l'expertise requise pour l'utilisation et l'exploitation d'une hypothétique force aérienne. À cet effet, en 1951, d'abord institué auprès du ministère de l'Intérieur/Police populaire (MdI/KVP) comme la force aérienne de la police populaire (VP-Luft) à Berlin-Johannisthal. Il en est résulté la première division de l'aviation, avec trois régiments. La formation s'est déroulée à partir de 1953 sur les aéronefs de type An-2, MiG-15, La-9, Yak-18 et Yak-11, qui ont été mis à leur disposition par l'Union soviétique, avec cinq autres La-9 seulement pour la formation au sol.
À la fin de novembre 1953, une réorganisation des unités de aériennes aboutit à leur transfert au ministère de l'Intérieur, sous l’autorité directe du sous-ministre et chef de la police populaire. Les régiments aériens furent réorganisés en l'Aéro-Club 1 (Cottbus), 2 (Drewitz) et 3 (Bautzen), qui à leur tour ont été divisés en deux sections. À partir de 1954, d'autres Z-126 et M-1D de production tchécoslovaque furent mis à disposition.

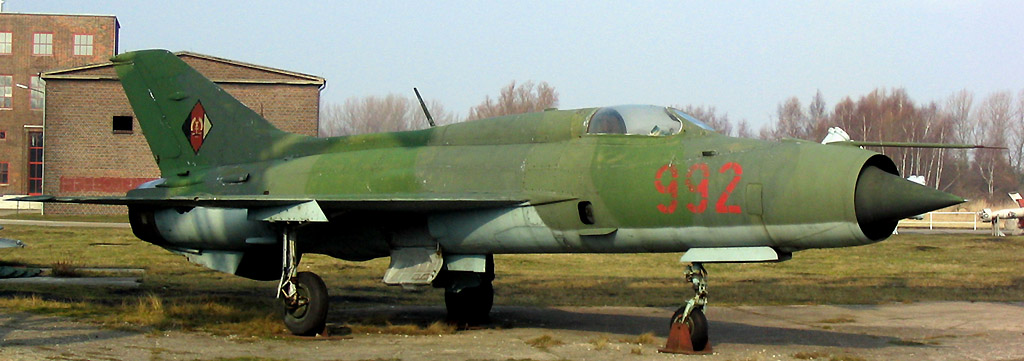
MiG-21PFM avec marquages de l'ANP.

Le 1er mars 1956, la Luftstreitkräfte est officiellement créée au sein de l'Armée nationale populaire, après l'entrée de la RDA dans le Pacte de Varsovie. Initialement, la force aérienne (LSK), ayant son siège à Cottbus, était séparée de la Luftverteidigung (défense aérienne, dont le siège est à Strausberg (Eggersdorf)). Il était envisagé d'établir trois divisions de combat, une division d'avions d'attaque et une division anti-aérienne. Finalement, seulement la 1re et la 3e division de l'aviation de la 1re Flak-Division ont été créés. Le 1er juin 1957, dans le cadre d'une fusion des deux administrations à Strausberg (Eggersdorf), le nouveau siège est rebaptisé le Kommando LSK / LV.
En 1961, les unités aériennes et les unités de missile de défense aérienne ainsi que les troupes de radio technique et deux divisions de défense aérienne sont associés sous son commandement. Dans la même année, les associations d'intégration eurent lieu dans la défense aérienne intégrée du pacte de Varsovie, le système de officier de permanence (DHS). Avec l'introduction du MiG-21 en 1962, l'armée posséda un avion de combat très polyvalent qui fut utilisé jusqu'en 1990. À partir de 1971, la NVA met en place avec la Jagdbombenfliegergeschwader 31 la première liaison qui pourrait être utilisé en interaction directe avec les forces terrestres. En raison des exigences du Commandement des Forces Armées Unis pacte de Varsovie pour d'autres unités aériennes à l'appui de troupes au sol, cela permettra par la création d'un escadron supplémentaire de chasseurs-bombardiers et de deux escadron d'hélicoptères d'attaque.
Pour leurs dirigeants (leurs principes de fonctionnement diffèrent fondamentalement de celles de la défense aérienne défensives) en 1981 sur le site du Kdo LSK/LV fut mis en place le Führungsorgan der Front- und Armeefliegerkräfte (FO FAFK ; fr: Unités des forces de l'avant et de la force aérienne de combat) mis en place en tant que QG d'une autre division. Cela comprenait les liaisons aériennes et le transport aérien qui ont été assurés.
Vers 1970, l'armée s’équipe du MiG-23, puis, au début des années 1980 du Su-22, et enfin, en 1988, du MiG-29.
Après la réunification de la RFA et de la RDA en octobre 1990, les avions de l'ancienne Luftstreitkräfte volent au sein de la Luftwaffe, cette force compte alors 746 avions de combat. Voici une situation bizarre où les avions construits par l'ex-Union soviétique font leur service avec une armée de l'air qui fait partie de l'OTAN. Mais cela ne durera pas longtemps, car le gouvernement de l'Allemagne réunie veut les retirer de l'inventaire avant d'en vendre beaucoup à d'autres pays, les nouveaux membres de l'OTAN en Europe centrale inclus. Les quelque 23 MiG-29 occidentalisés ont été finalement vendus en 2005/2006 pour un euro symbolique à la Pologne. Les 251 MiG-21 arrivèrent dans l'inventaire de la Luftwaffe / Bundeswehr (24 SPS, 21 SPS-K, 56 M, 47 MF, 14 bis LASUR, 27 bis SAU, 13 U, 13 US et 36 UM), qui décida de les détruire à partir de 1992. Il en reste un exemplaire exposé au Deutsches Museum, dans l'annexe de Unterschleissheim près de Munich

## Organisation

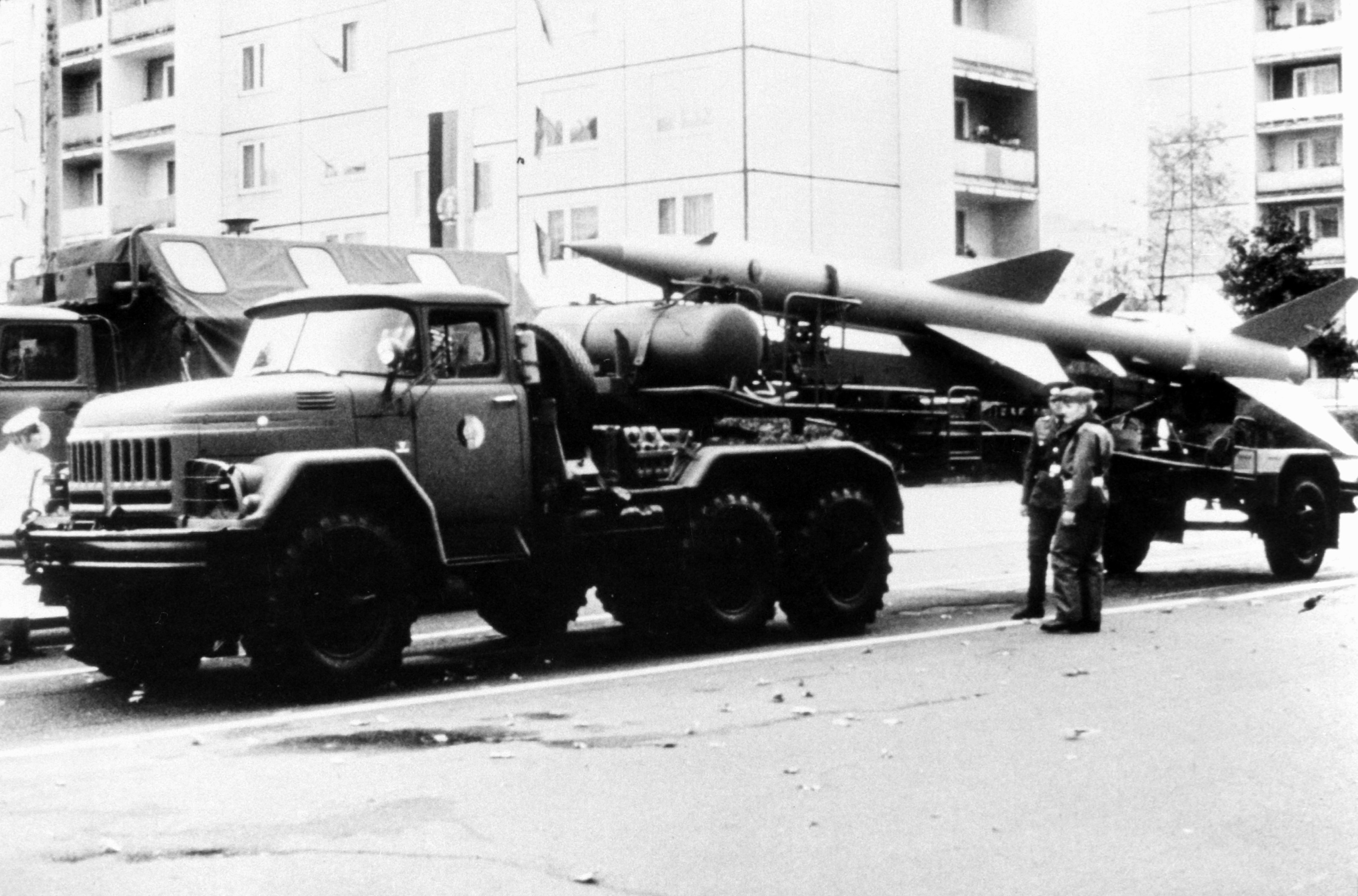
SA-2 Guideline de la LSK/LV.

### Kommando Luftstreitkraefte/Luftverteidigung (Kdo LSK/LV)
Un certain nombre d'unités militaires décisives et de formations ont été sous le contrôle direct du Kommando LSK/LV, l'état-major de la force aérienne et le commandement des forces aériennes de la NVA, avec son QG à Strausberg.

### 1. Luftverteidigungsdivision (1. LVD)
La 1. LVD (fr: 1re division de défense aérienne), dont le quartier-général était basé à Cottbus, était chargée d'assurer la défense aérienne dans le sud du territoire de la RDA. Les unités suivantes ont été subordonnées à cette division particulière :
- Jagdfliegergeschwader 1 (JG-1) (de) „Fritz Schmenkel“, Holzdorf (en)
  - Fliegertechnisches Bataillon 1 (FTB-1) „Willi Budich (de)“, Holzdorf
  - Nachrichten- und Flugsicherungsbataillon 1 (NFB-1), Holzdorf
- Jagdfliegergeschwader 3 (JG-3) „Wladimir Komarow“, Preschen
  - Fliegertechnisches Bataillon 3 (FTB-3) „Walter Stoecker“, Preschen (de)[4]
  - Nachrichten- und Flugsicherungsbataillon 3 (NFB-3), Preschen
- Jagdfliegergeschwader 7 (JG-7) „Wilhelm Pieck“, Drewitz (disbanded in 1989)
  - Nachrichten- und Flugsicherungsbataillon 7 (NFB-7), Drewitz
- Jagdfliegergeschwader 8 (JG-8) „Hermann Matern“, Marxwalde
  - Fliegertechnisches Bataillon 8 (FTB-8), Marxwalde
  - Nachrichten- und Flugsicherungsbataillon 8 (NFB-8), Marxwalde
- 41. Fla-Raketenbrigade (41. FRBr) „Hermann Dunker“, Ladeburg
  - Fla-Raketenabteilungsgruppe 411 (FRAG-411), Badingen
  - Fla-Raketenabteilung 4121 (FRA-4121), Fürstenwalde
  - Fla-Raketenabteilung 4122 (FRA-4122), Prötzel
  - Fla-Raketenabteilung 4123 (FRA-4123), Klosterfelde
  - Fla-Raketenabteilung 4124 (FRA-4124), Beetz near Kremmen
  - Fla-Raketenabteilung 4131 (FRA-4131), Schönermark
  - Fla-Raketenabteilung 4132 (FRA-4132), Fehrbellin
  - Fla-Raketenabteilung 4133 (FRA-4133), Zachow
  - Fla-Raketenabteilung 4134 (FRA-4134), Markgraf-Pieske
  - Funktechnische Abteilung 4101 (FuTA-4101), Ladeburg
  - Technische Abteilung 4120 (TA-4120), Ladeburg
- 51. Fla-Raketenbrigade (51. FRBr) „Werner Lamberz“, Sprötau
  - Fla-Raketenabteilungsgruppe 511 (FRAG-511), Eckolstädt
  - Fla-Raketenabteilung 5121 (FRA-5121), Dietersdorf
  - Fla-Raketenabteilung 5122 (FRA-5122), Blankenburg
  - Fla-Raketenabteilung 5123 (FRA-5123), Seebergen
  - Fla-Raketenabteilung 5124 (FRA-5124), Remda
  - Fla-Raketenabteilung 5125 (FRA-5125), Eckolstädt
  - Technische Abteilung 5120 (TA-5120), Sprötau
- Fla-Raketenregiment 31 (FRR-31) „Jaroslaw Dombrowski“, Straßgräbchen
  - Fla-Raketenabteilung 311 (FRA-311), Groß Döbern
  - Fla-Raketenabteilung 312 (FRA-312), Großräschen
  - Fla-Raketenabteilung 313 (FRA-313), Kroppen
  - Fla-Raketenabteilung 314 (FRA-314), Großröhrsdorf
  - Technische Abteilung 310 (TA-310), Straßgräbchen
- Funktechnisches Bataillon 31 (FuTB 31), Döbern
- Funktechnisches Bataillon 41 (FuTB-41) „Arvid Harnack“, Holzdorf
- Funktechnisches Bataillon 51 (FuTB-51) „Paul Schäfer“, Sprötau
- Funktechnisches Bataillon 61 (FuTB-61), Müncheberg
- Nachrichtenbataillon 31 (NB-31) „August Willich“, Cottbus

### 3. Luftverteidigungsdivision (3. LVD)
La 3. LVD (fr: 3e division de défense aérienne), avec comme quartier-général basé à Trollenhagen, était chargée d'assurer la défense aérienne dans le nord du territoire de la RDA. Les unités suivantes ont été subordonnés à cette division :
- Musikkorps der LSK/LV, Trollenhagen
- Jagdfliegergeschwader 2 (JG-2) „Juri Gagarin“, Trollenhagen
  - Fliegertechnisches Bataillon 2 (FTB-2) „Herbert Baum“, Trollenhagen
  - Nachrichten- und Flugsicherungsbataillon 2 (NFB-2), Trollenhagen
- Jagdfliegergeschwader 9 (JG-9) „Heinrich Rau“, Peenemünde
  - Fliegertechnisches Bataillon 9 (FTB-9) „Käthe Niederkirchner“, Peenemünde
  - Nachrichten- und Flugsicherungsbataillon 9 (NFB-9), Peenemünde
  - Zieldarstellungskette 33 (ZDK-33), Peenemünde
- 43. Fla-Raketenbrigade (43. FRBr) „Erich Weinert“, Sanitz
  - Fla-Raketenabteilungsgruppe 431 (FRAG-431), Cammin/Prangendorf
  - Fla-Raketenabteilung 4321 (FRA-4321), Abtshagen
  - Fla-Raketenabteilung 4322 (FRA-4322), Barth
  - Fla-Raketenabteilung 4323 (FRA-4323), Hinrichshagen
  - Fla-Raketenabteilung 4324 (FRA-4324), Neuenkirchen
  - Fla-Raketenabteilung 4331 (FRA-4331), Barhöft
  - Fla-Raketenabteilung 4332 (FRA-4332), Nienhagen
  - Fla-Raketenabteilung 4333 (FRA-4333), Bastorf
  - Fla-Raketenabteilung 4334 (FRA-4334), Kirchdorf
  - Fla-Raketenabteilung 4335 (FRA-4335), Dranske
  - Fla-Raketenabteilung 4351 (FRA-4351), Retschow
  - Funktechnische Abteilung 4301 (FuTA-4301), Rövershagen
  - Technische Abteilung 4320 (TA-4320), Sanitz
- Fla-Raketenregiment 13 (FRR-13) „Etkar André“, Parchim
  - Fla-Raketenabteilung 131 (FRA-131), Warin
  - Fla-Raketenabteilung 132 (FRA-132), Tramm
  - Fla-Raketenabteilung 133 (FRA-133), Ziegendorf
  - Fla-Raketenabteilung 134 (FRA-134), Steffenshagen
  - Technische Abteilung 130 (TA-130), Parchim
- Fla-Raketenregiment 23 (FRR-23) „Rudolf Breitscheid“, Stallberg
  - Fla-Raketenabteilung 231 (FRA-231), Altwarp
  - Fla-Raketenabteilung 232 (FRA-232), Eichhof
  - Fla-Raketenabteilung 233 (FRA-233), Burg-Stargard
  - Fla-Raketenabteilung 234 (FRA-234), Weggun
- Funktechnisches Bataillon 23 (FuTB-23) „Liselotte Herrmann“, Pragsdorf
- Funktechnisches Bataillon 33 (FuTB-33) „Fritz Behn“, Pudagla
- Funktechnisches Bataillon 43 (FuTB-43), Parchim
- Nachrichtenbataillon 33 (NB-33) „Max Christiansen-Clausen“, Trollenhagen

### FO FMTFK
Tous les chasseurs-bombardiers, avions de transport, avions de reconnaissance et hélicoptères de transport étaient sous le contrôle du FO FMTFK (Führungsorgan der Front- und Militärtransportfliegerkräfte ; fr: Unités des forces de l'avant et de l'aviation militaire de transport). Les unités suivantes ont fait partie de la FO FMTFK :

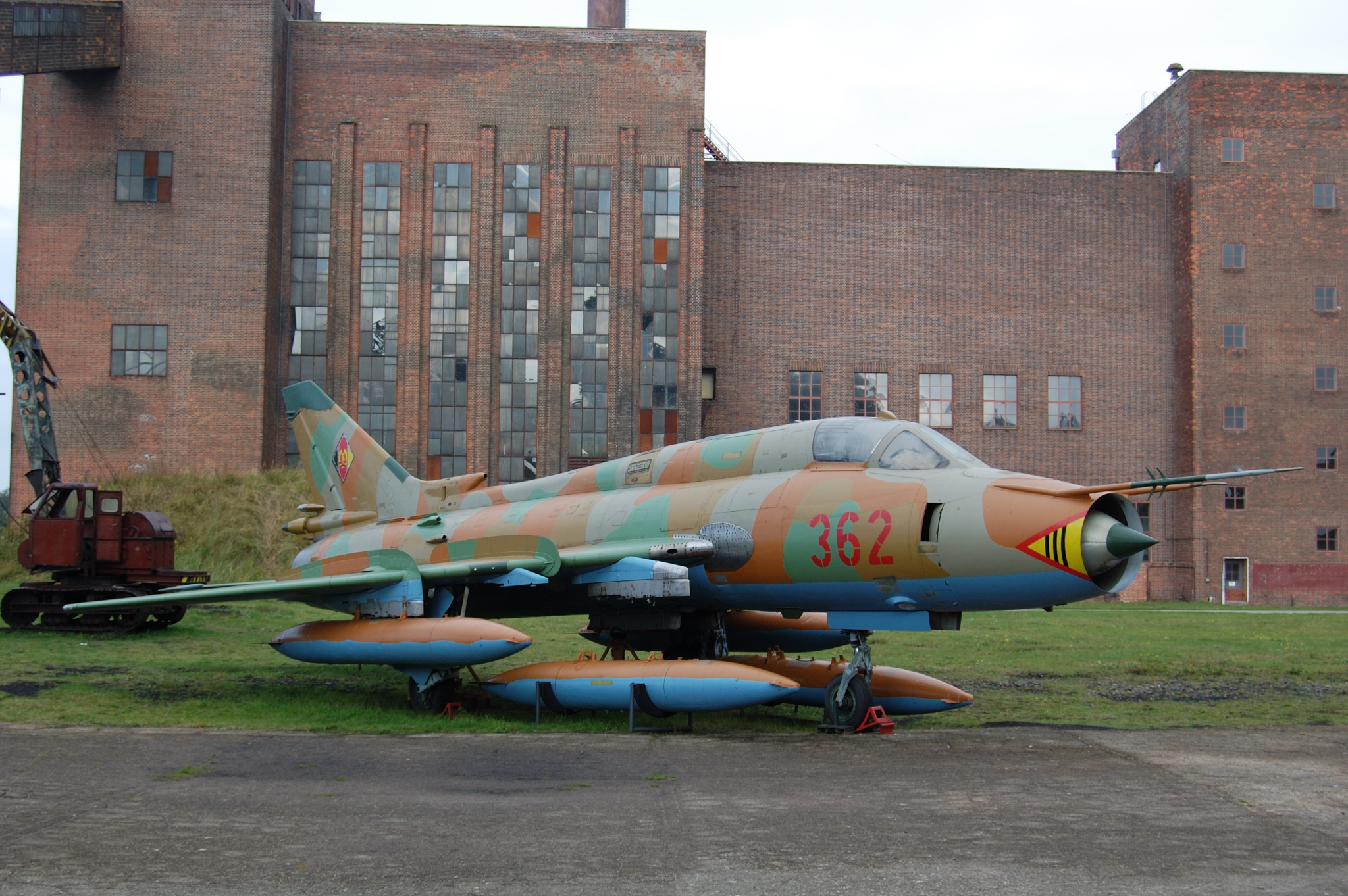
Su-22 du FO FMTFK

- Jagdbombenfliegergeschwader 37 (JBG-37) „Klement Gottwald“, Drewitz
  - Fliegertechnisches Bataillon 37 (FTB-37), Drewitz
  - Nachrichten- und Flugsicherungsbataillon 37 (NFB-37), Drewitz
- Jagdbombenfliegergeschwader 77 (JBG-77) „Gebhardt Leberecht von Blücher“, Laage
  - Fliegertechnisches Bataillon 77 (FTB-77), Laage
  - Nachrichten- und Flugsicherungsbataillon 77 (NFB-77), Laage
- Marinefliegergeschwader 28 (MFG-28) „Paul Wieczorek“, Laage
  - Fliegertechnisches Bataillon 28 (FTB-28), Laage
  - Nachrichten- und Flugsicherungsbataillon 28 (NFB-28), Laage
- Transporthubschraubergeschwader 34 (THG-34) „Werner Seelenbinder“, Brandenburg-Briest
  - Fliegertechnisches Bataillon 34 (FTB-34), Brandenburg-Briest
- Verbindungsfliegerstaffel 14 (VS-14), Strausberg
  - Fliegertechnisches Bataillon 14 (FTB-14), Strausberg
- Transportfliegerstaffel 24 (TFS-24), Dresden-Klotzsche
  - Fliegertechnisches Bataillon 24 (FTB-24), Dresden-Klotzsche
- Taktische Aufklärungsfliegerstaffel 47 (tAFS-47), Preschen

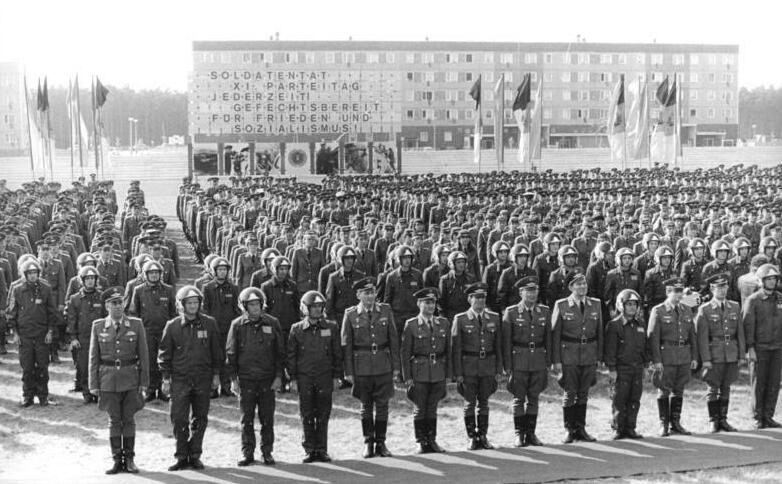
Personnel de l'escadre de chasse « Fritz Schmenkel » (JG-1) en 1985.

- Taktische Aufklärungsfliegerstaffel 87 (tAFS-87), Drewitz

## Insigne
Les avions étaient marqués par un symbole en forme de losange (ou diamant) divisé en bandes verticales noires, rouges et or correspondant aux bandes horizontales du drapeau de la RDA. Au centre du diamant était placé les armoiries de la RDA : le marteau et le compas entourés d'une couronne de grains jaunes. La cocarde de la Luftstreitkräfte différente de celle de la Luftwaffe ouest-allemande, qui affiche une croix de fer stylisée semblable à l'emblème des avions allemands pendant la Première Guerre mondiale.

## Uniformes
Les uniformes des deux forces aériennes allemandes étaient également différents : reprenant une ancienne tradition allemande, les uniformes de la LSK/LV étaient du même gris pierre utilisé par le personnel de l'armée, modifié par les insignes distinctifs bleus (similaire au style, mais pas à la couleur, des galons de la Luftwaffe de la Seconde Guerre mondiale) et la fourragère. Les uniformes ouest-allemands, d'autre part, étaient de couleur bleue avec des insignes jaune plus calquées sur ceux portés par le personnel de la Luftwaffe pendant la Seconde Guerre mondiale.

## Équipement
À partir de 1953, l'Allemagne de l'Est reçut des avions An-2, MiG-15, La-9, Yak-11 et Yak-18, qui ont été fournis par l'Union soviétique. Le premier MiG-21 a été livré en 1962. Les années 1970 virent l'introduction du MiG-23, tandis que les chasseurs-bombardiers Su-22 ont été livrés dans les années 1980. Le dernier ajout est le MiG-29 en 1988. L'inventaire a également inclus des hélicoptères de fabrication soviétique, ainsi que d'autres avions légers et/ou de formation fabriqués en Tchécoslovaquie.

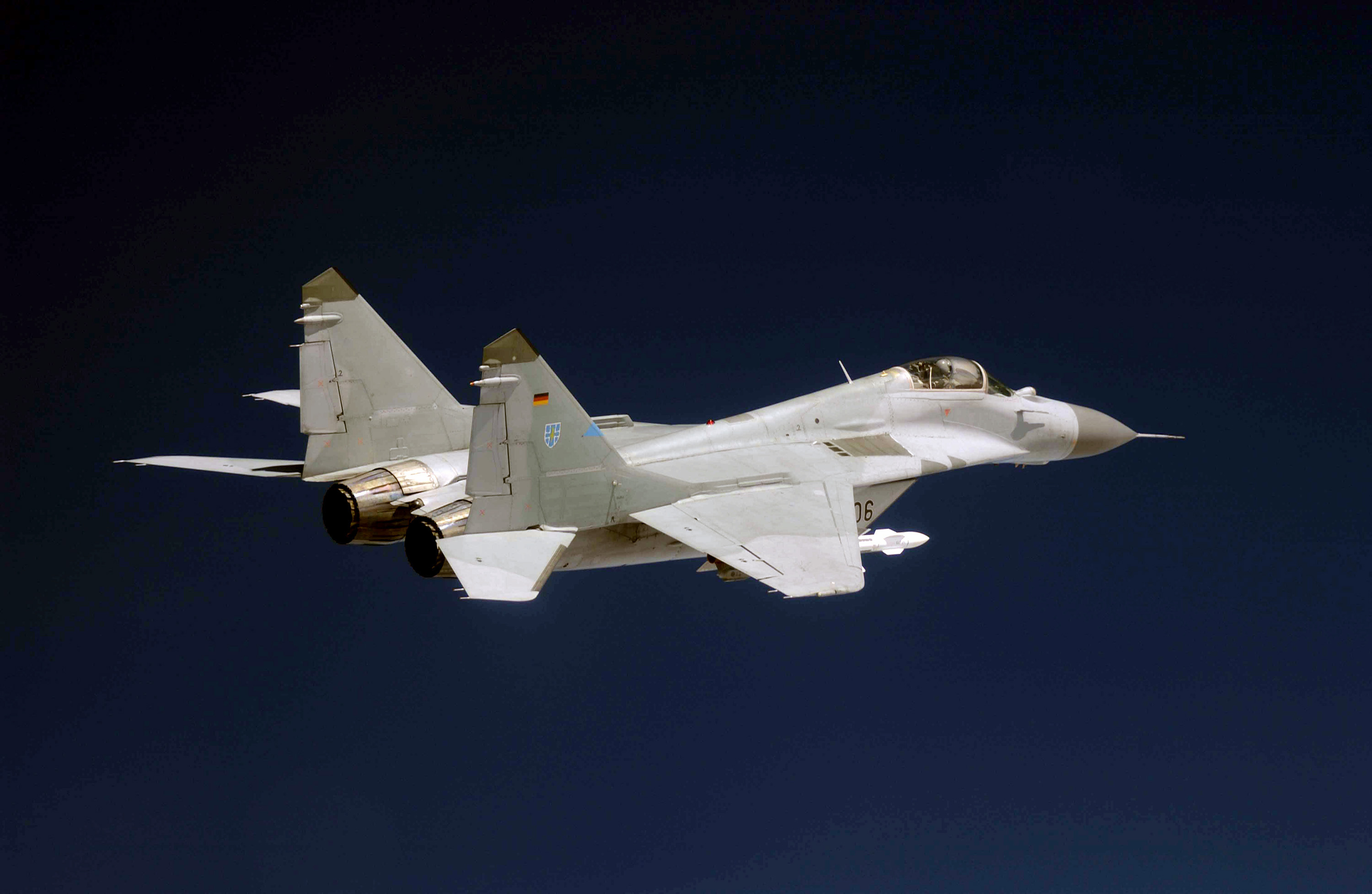
MiG-29, de fabrication soviétique sous les couleurs de la Luftwaffe après la réunification allemande de 1990, en 2003.

La force aérienne de l'Allemagne de l'Est était unique parmi les pays du Pacte de Varsovie car elle a souvent été équipés avec les chasseurs soviétiques les plus avancées, au lieu de modèles d'exportation déclassés. Comme un prolongement de la 16e armée de l'air soviétique, déployé en Allemagne de l'Est, la Luftstreitkräfte était appelée à jouer un rôle de première ligne en cas de guerre avec l'OTAN. En conséquence, elle avait un plus proche contrôle soviétique que les forces aériennes des autres États du Pacte de Varsovie.

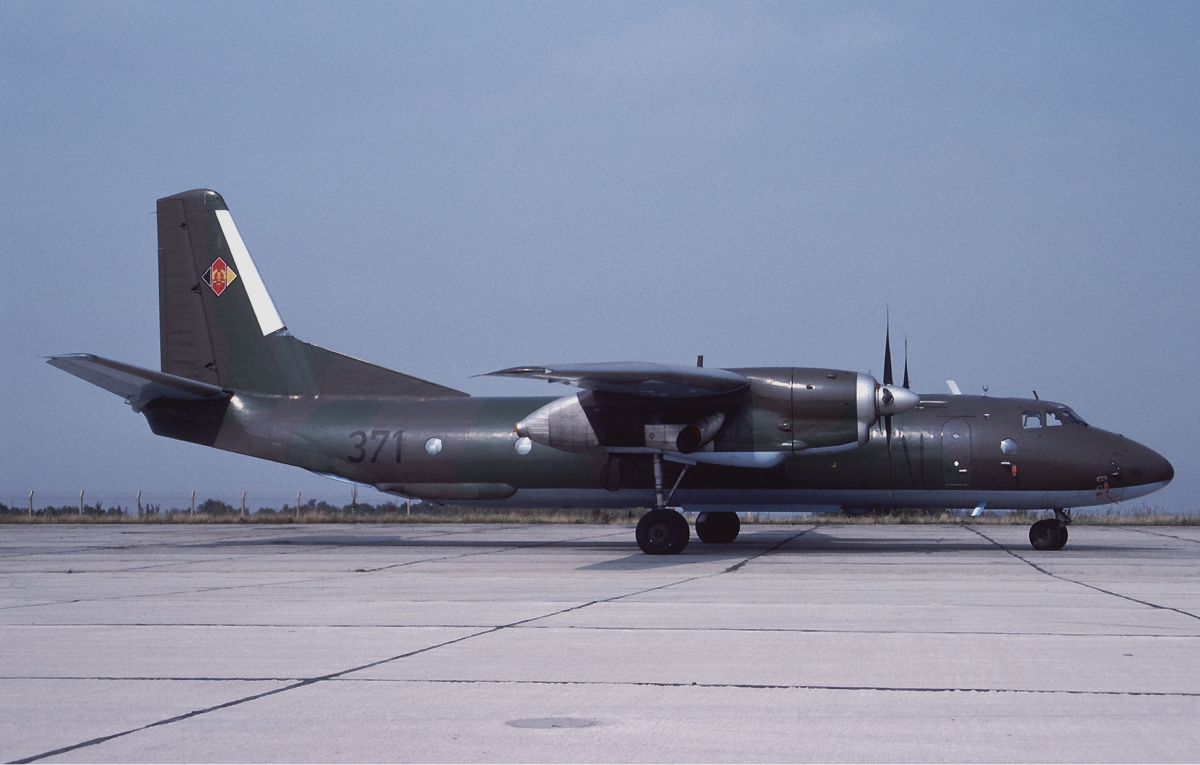
An-26 de la RDA à Dresde en août 1990, peu de temps avant la dissolution de la Luftstreitkräfte.

Après la réunification allemande en 1990, la Luftwaffe a pris le contrôle des équipements de la Luftstreitkräfte et a enrôlé certains de ses personnels. Beaucoup d'avions militaires de la RDA étaient obsolètes ou incompatibles avec les normes de l'OTAN, et ont été vendus à d'autres pays. Toutefois, la Luftwaffe conserva le MiG-29 à la fois en défense aérienne et à des rôles d'agresseur en raison de ses capacités excellentes. En effet, le MiG-29G (après conversion avec certains systèmes compatible-OTAN) a été le chasseurs de supériorité aérienne le plus sophistiqué déployée par la Luftwaffe jusqu'à la mise en service de l'Eurofighter EF2000.

### En 1989
| Aéronefs                  | Origine                   | Type                                     | Nombre          | Utilisé par la Luftwaffe | Notes                                                                                     |                 |
| Avion de chasse           | Avion de chasse           | Avion de chasse                          | Avion de chasse | Avion de chasse          | Avion de chasse                                                                           | Avion de chasse |
| ------------------------- | ------------------------- | ---------------------------------------- | --------------- | ------------------------ | ----------------------------------------------------------------------------------------- | --------------- |
| Mikoyan-Gourevitch MiG-21 | Union soviétique          | Avion de chasse                          | 251             |                          | Détruits à partir de 1992                                                                 |                 |
| Mikoyan-Gourevitch MiG-23 | Union soviétique          | Avion de chasse                          | 65              |                          |                                                                                           |                 |
| Mikoyan-Gourevitch MiG-29 | Union soviétique          | Avion de chasse                          | 24              | Jusqu'en 2004            | 22 vendus à la Pologne                                                                    |                 |
| Soukhoï Su-17             | Union soviétique          | Avion d'attaque au sol                   | 54              |                          |                                                                                           |                 |
| Avion d'entraînement      |                           |                                          |                 |                          |                                                                                           |                 |
| Aero L-39 Albatros        | Tchécoslovaquie           | Avion d'entraînement                     | 52              |                          |                                                                                           |                 |
| Zlín Z 43                 | Tchécoslovaquie           | Avion d'entraînement                     | 12              |                          |                                                                                           |                 |
| Avion de transport        |                           |                                          |                 |                          |                                                                                           |                 |
| Antonov An-2              | Union soviétique          | Avion de transport                       | 18              |                          |                                                                                           |                 |
| Antonov An-26             | Union soviétique          | Avion de transport                       | 12              | Jusqu'en 1994            |                                                                                           |                 |
| Iliouchine Il-62          | Union soviétique          | Avion de transport                       | 3               | Jusqu'en 1993            |                                                                                           |                 |
| Tupolev Tu-134            | Union soviétique          | Avion de transport                       | 3               | Jusqu'en 1992            |                                                                                           |                 |
| Tupolev Tu-154            | Union soviétique          | Avion de transport                       | 2               | Jusqu'en 1997            |                                                                                           |                 |
| Let L-410 Turbolet        | Tchécoslovaquie           | Avion de transport                       | 12              | Jusqu'en 2000            |                                                                                           |                 |
| Hélicoptère               |                           |                                          |                 |                          |                                                                                           |                 |
| Mil Mi-2                  | Union soviétique/ Pologne | Hélicoptère de transport léger           | 25              |                          |                                                                                           |                 |
| Mil Mi-8                  | Union soviétique          | Hélicoptère polyvalent                   | 98              | Jusqu'en 1997            |                                                                                           |                 |
| Mil Mi-24                 | Union soviétique          | Hélicoptère de combat et transport léger | 51              | Jusqu'en 1993            |                                                                                           |                 |
| Mil Mi-14                 | Union soviétique          | Hélicoptère de lutte ASM                 | 14              |                          |                                                                                           |                 |
| Missile surface-air       |                           |                                          |                 |                          |                                                                                           |                 |
| S-75 Dvina                | Union soviétique          | Missile surface-air                      | 48              |                          | SA-2 Guideline                                                                            |                 |
| S-75 Wolchow              | Union soviétique          | Missile surface-air                      | 174             |                          | SA-2 Guideline                                                                            |                 |
| S-125 Newa                | Union soviétique          | Missile surface-air                      | 40              |                          | SA-3 Goa                                                                                  |                 |
| S-200 Wega                | Union soviétique          | Missile surface-air                      | 12              |                          | SA-5 Gammon                                                                               |                 |
| S-300                     | Union soviétique          | Missile surface-air                      | 12              |                          | SA-10 Grumble; ont été rendus à l'Union soviétique avant la réunification de l'Allemagne. |                 |